# Princeton (Kalifornia)
Princeton – jednostka osadnicza w Stanach Zjednoczonych, w stanie Kalifornia, w hrabstwie Colusa.